# Trpišovice
Trpišovice är en ort i Tjeckien.   Den ligger i regionen Vysočina, i den centrala delen av landet, 80 km sydost om huvudstaden Prag. Trpišovice ligger 479 meter över havet och antalet invånare är 154.
Terrängen runt Trpišovice är platt åt nordost, men åt sydväst är den kuperad. Runt Trpišovice är det ganska tätbefolkat, med 83 invånare per kvadratkilometer. Närmaste större samhälle är Havlíčkův Brod, 18,6 km öster om Trpišovice. I omgivningarna runt Trpišovice växer i huvudsak blandskog.